# Собор пресвятої Діви Марії (Тромсе)
Собор пресвятої Діви Марії  (норв. Vår Frue kirke) — католицький храм у місті Тромсе, Норвегія. Церква є кафедральним собором територіальної прелатури Тромсе. Собор пресвятої Діви Марії у Тромсе є найпівнічнішим католицьким собором у світі.

## Історія
Будівництво церкви пресвятої Діви Марії в Трумсе було закінчено у 1861 році. Церква побудована в неоготичному стилі. Внутрішній інтер'єр церкви з часу побудови кілька разів змінювався.
Взимку 1944–1945 рр. церква використовувалася для розміщення біженців з Фіннмарку. 14 травня 1969 року церква постраждала від пожежі, яка сталася в місті. У 1967 році в храмі розташовувався католицька школа. У червні 1989 року собор Пресвятої Діви Марії відвідав папа Римський Іван Павло II.
Парафія Пресвятої Діви Марії в Трумсе об'єднує приблизно 500 віруючих різних національностей, що проживають у Тромсе, серед яких більшість складають норвежці, поляки та філіппінці.